# Hildeprand
Hildeprand Bezużyteczny (ur. ? – zm. 744) – król Longobardów w 744. Wnuk lub bratanek króla Liutpranda.
Brał udział w oblężeniu Rawenny w 734 razem z Liutprandem, z którym współpracował jako z królem od 737. Rozpoczął rządy z racji urodzenia w styczniu 744, lecz został zdetronizowany przez wielką radę po kilku miesiącach rządów z powodu swej nieudolności. Do sierpnia tego roku już nie żył.